# A391 (Frankrijk)
De A391 is een autosnelweg in Frankrijk. Het is de verbindingsweg met de A39 en heeft het nummer afrit 7. Vanaf deze afrit loopt de weg het binnenland van de Jura in, naar het plaatsje Poligny. Er zijn plannen om de snelweg door te trekken naar Besançon.